# ریوکو یانو
ریوکو یانو (انگلیسی: Ryoko Yano؛ زادهٔ ۲۰ دسامبر ۱۹۷۸) بازیکن بسکتبال اهل ژاپن بود.